# 船橋市立二宮小学校
船橋市立二宮小学校（ふなばししりつ にのみやしょうがっこう）は、千葉県船橋市前原東五丁目にある公立小学校。

## 概観
旧称は二宮高等小学校で、船橋市の東部地域では最も古い歴史を有する。また、本所の学校ではないが直線距離を100mとる事が出来ないほど校庭が狭い。ドッジボール部が市内の大会で活躍する。また、相撲部も市内の大会で個人優勝者を出すなど、運動に力を入れている。令和3年から船橋市教育委員会の情報教育（ICT教育）の研究指定校となる。令和5年度から感染症、不登校を含む希望するすべての生徒にオンライン授業をおこなっている。

## 校訓
けやきの木をモチーフにした教訓である。

## 学区
前原東2丁目、3丁目、4丁目、5丁目

## 沿革
（沿革節の主要な出典は公式サイト））
学制公布に伴い旧二宮内四部落に寺院を借り校舎として、小学校が逐次開設。
- 1873年（明治6年） - 前原尋常小学校（道入庵）、飯山満尋常小学校（東福寺）
- 1876年（明治9年） - 正伯尋常小学校（薬円台、高憧庵）
- 1877年（明治10年） - 三田尋常小学校（田喜野井、正法寺）
- 1899年（明治32年） - 二宮村立二宮高等小学校として設置。
- 1908年（明治41年） - 前原尋常小学校、飯山満尋常小学校、正伯尋常小学校、三田尋常小学校が廃止され二宮村立二宮高等小学校の分教場となる。
- 1941年（昭和16年） - 二宮町立二宮国民学校と改名。
- 1947年（昭和22年） - 二宮町立二宮小学校と改名。
- 1953年（昭和28年） - 船橋市立二宮小学校と改名。

## 著名な出身者
- 高橋英樹（俳優）
- 関野直樹（ピアニスト）
- 奈良原武士（スポーツジャーナリスト）
- 仲村京雅（プロサッカー選手）
- 木澤尚文 (プロ野球選手)

## 周辺の施設
- 船橋市立二宮中学校
- 船橋市役所二宮出張所
- 前原駅
- 御嶽神社
- 道入庵

## 交通
- 京成松戸線前原駅下車で10分・薬園台駅下車で徒歩20分
- 船橋新京成バス御嶽神社より徒歩3分　御嶽神社まで　津田沼駅JR総武線より高津団地中央行・北習志野駅行・二宮神社前行・田喜野井入口行・自衛隊前行・習志野車庫行・八千代緑ヶ丘駅行で10分
- ちばレインボーバス御嶽神社より徒歩3分　御嶽神社まで　津田沼駅JR総武線より船尾車庫行・八千代緑ヶ丘駅行・千葉ニュータウン中央駅行・木下駅行で10分